# Dödligt utspel
Dödligt utspel (engelska: Night Moves) är en amerikansk långfilm från 1975 i regi av Arthur Penn, med Gene Hackman, Jennifer Warren, Susan Clark och Edward Binns i rollerna.

## Handling
Harry Moseby (Gene Hackman) är en före detta professionell Amerikansk fotbollsspelare som nu arbetar som privatdetektiv i Los Angeles. Han gör sitt jobb väl, men han är inte särskilt lycklig och hans fru Ellen är otrogen mot honom.
Den grånande aktrisen Arlene Iverson (Janet Ward) hyr in Harry för att sin dotter Delly Grastner (Melanie Griffith) som försvunnit i Florida. Harry flyr sina problem i Los Angeles och börjar leta efter flickan. I Florida har han en affär med Paula (Jennifer Warren) innan han till slut hittar den försvunna Delly. Men när han väl hittat henne inser han att det bara är början på ett än större fall.

## Rollista
| Gene Hackman     | – Harry Moseby   |
| Jennifer Warren  | – Paula          |
| Susan Clark      | – Ellen Moseby   |
| Edward Binns     | – Joey Ziegler   |
| Harris Yulin     | – Marty Heller   |
| Kenneth Mars     | – Nick           |
| Janet Ward       | – Arlene Iverson |
| James Woods      | – Quentin        |
| Melanie Griffith | – Delly Grastner |
| Anthony Costello | – Marv Ellman    |
| John Crawford    | – Tom Iverson    |
| Ben Archibek     | – Charles        |
| Dennis Dugan     | – Boy            |
| C.J. Hincks      | – Girl           |
| Max Gail         | – Stud           |

## Produktion
Filmen fick viss uppmärksamhet för de explicita nakenscener som förekommer med den då blott 17-åriga Melanie Griffith.

## Mottagande
Filmen har fått bra omdömen av kritiker och den har i nuläget 82% positiva recensioner på Rotten Tomatoes. Filmkritikern Jonathan Rosenbaum på Chicago Reader ansåg att det var en av Arthur Penns bästa filmer. Den hade dock inga större publikframgångar.

## Utmärkelser

### Nomineringar
- BAFTA: Bästa manliga skådespelare, Gene Hackman (även för French Connection – Lagens våldsamma män)